# Lara (famiglia)

Stemma Manrique de Lara

La Casa di Lara (in spagnolo: Casa de Lara) è una nobile famiglia del Regno medievale di Castiglia. Due dei suoi rami, i Duchi di Nájera e il Marchesato di Aguilar de Campoo, erano considerati Grandi di Spagna. La famiglia Lara conquistò numerosi territori in Castiglia, León, Andalusia e Galizia e i membri della famiglia si trasferirono nelle ex colonie spagnole, stabilendo filiali fino alle Filippine e all'Argentina.
La Casa di Lara è stata la più importante nella storia di Castiglia e León dall'XI al XIV secolo. Álvaro Núñez de Lara (1170-1218) fu reggente di Enrico I di Castiglia. Furono espropriati di gran parte della loro terra da Pietro I di Castiglia, ma la maggior parte fu restituita da Enrico II.
La famiglia sorse nella Castiglia dell'XI secolo attraverso un matrimonio che unì le terre paterne intorno a Lara de los Infantes, appartenenti a Gonzalo Núñez de Lara con l'eredità di sua moglie, Goto Núñez, che rappresentava i possedimenti delle famiglie nobili Álvarez e Alfonso.
L'unico ramo della famiglia sopravvissuto al Medioevo furono i Manrique de Lara, che sostenevano i Re Cattolici nella loro guerra contro i sostenitori della contendente Giovanna la Beltraneja. Nel 1520, l'imperatore Carlo V elevò la Casa di Lara alla posizione di Grandato di Spagna, come duchi di Nájera e marchesi di Aguilar de Campoo. I membri della famiglia avrebbero servito la corona come viceré, capitani generali, ambasciatori e cardinali. Il primo Conte di Paredes de Nava divenne Maestro dell'Ordine di Santiago. I poeti Gómez Manrique e Jorge Manrique appartengono a questo ramo della Casa di Lara.